# Poul Nyrup Rasmussen
Poul Oluf Nyrup Rasmussen (Esbjerg, 15 de junho de 1943) é um político dinamarquês. Ocupou o cargo de primeiro-ministro da Dinamarca de 1993 a 2001. Atualmente é membro do Parlamento Europeu, representando ao Partido Socialista Europeu (PSE), do qual é também o presidente.

## Biografia
Graduou-se em ciências econômicas na Universidade de Copenhague em 1971. Em 1987 passou a ser o vice-secretário geral do partido dos Social-democratas da Dinamarca, e, um ano depois, integrou-se ao Folketing, o parlamento dinamarquês.
De 1992 a 2002, foi secretário-geral de seu partido, sendo sucedido por Mogens Lykketoft.
Em 1993, sucedeu a Poul Schlüter como primeiro-ministro, cargo que ocupou durante quatro legislaturas, até 2001. Durante seu governo, realizou-se, em 28 de setembro de 2000,  o referendo sobre a adoção do Euro na Dinamarca. Os dinamarqueses rejeitaram a proposta, por 53,2% de votos. 
Em 2001, perdeu as eleições para o liberal Anders Fogh Rasmussen, do partido Venstre, em coalizão com o Partido Popular Conservador. Foi a primeira vez que os social-democratas se afastaram do governo da Dinamarca, desde 1920.
P. N. Rasmussen trocou então o parlamento de seu país pelo Parlamento Europeu, depois de uma votação recorde na eleição dinamarquesa para o Parlamento Europeu em 2004, obtendo 407 966 votos. Dois anos mais tarde, no congresso do PSE, no Porto, em 2006, foi reeleito como presidente do partido, por um período de dois anos e meio.